# میلوراد کیاچ
میلوراد کیاچ (متولد ۱ اکتبر ۱۹۴۸ در زرنجانین) مربی والیبال اهل صربستان است. کیاچ سابقه مربیگری در تیم‌های ملی ایران و بلغارستان و باشگاه لفسکی صوفیه را در کارنامه خود دارد. وی در تاریخ والیبال بلغارستان به عنوان اولین خارجی است که سرمبیگری تیم ملی بلغارستان را بر عهده داشته‌است.